# Kohala (volcan)
Vous lisez un « bon article » labellisé en 2011.
Pour les articles homonymes, voir Kohala.
Le Kohala est un volcan éteint des États-Unis situé sur l'île d'Hawaï, dans l'État du même nom. Âgé de près d'un million d'années et ayant émergé il y a 500 000 ans, c'est le plus ancien des cinq volcans majeurs de l'île. Sa dernière éruption remonte à 120 000 ans. La montagne a été fortement érodée, notamment par un vaste glissement de terrain qui a ramené son altitude à 1 670 mètres il y a 250 à 300 000 ans. Elle est par ailleurs entaillée de plusieurs profondes gorges, dont la géomorphologie est en grande partie façonnée par un ensemble d'intrusions magmatiques, près de la caldeira sommitale, qui dictent le réseau hydrologique. Ces ressources en eau ont été exploitées et canalisées afin de fournir les besoins agricoles et domestiques. Le versant sous le vent, moins exposé aux pluies, a été principalement utilisé pour cultiver la patate douce et la canne à sucre. D'une manière générale, la différence de précipitations entre les deux versants est responsable d'écosystèmes naturels très variés, abritant de nombreuses espèces endémiques dont l'existence est fragilisée par le peuplement humain et l'introduction d'espèces invasives. La zone sommitale est notamment coiffée d'une forêt de nuage. Des zones de protection de l'environnement, dont une réserve naturelle, ont été mises en place, ainsi que des initiatives pour valoriser le patrimoine culturel.

## Toponymie
Kohala est le nom de l'un des six anciens moku, ou districts, de l'île d'Hawaï. Il n'a pas de traduction littérale, bien qu'il ait pu être associé au mot kohala signifiant « baleine » en hawaïen.

## Géographie

### Situation

Carte topographique de l'île d'Hawaï avec le Kohala formant son extrémité septentrionale.

Le Kohala est situé aux États-Unis, sur l'île d'Hawaï (Big Island), la plus grande de l'archipel et État d'Hawaï. Il forme un cap dans le Nord-Ouest de l'île, entouré à l'est, au nord et à l'ouest par l'océan Pacifique, plus particulièrement au nord-ouest par le canal d'Halenuihaha qui sépare Hawaï de sa voisine Maui et au sud-ouest par la baie de Kawaihae ; son extrémité septentrionale est constituée par la pointe Opolu. Le Mauna Kea, le point culminant de Hawaï, est situé au sud-est du Kohala, tandis que le Hualālai est en direction du sud-sud-ouest.
Administrativement, le Kohala fait partie des districts de Kohala Nord, de Kohala Sud et d'Hāmākua, dans le comté d'Hawaï de l'État du même nom. Les census-designated places d'Halaʻula, Hawi et Kapaau se trouvent toutes les trois sur le flanc nord de la montagne, le reste du Kohala constituant une zone non incorporée.

### Topographie
Le Kohala culmine à 1 670 mètres d'altitude, ce qui en fait le quatrième volcan majeur de l'île. Comme tous les volcans boucliers, il possède des pentes très peu marquées et régulières en raison de la faible viscosité de ses laves. Il s'étend sur environ 600 km2 et présente un volume de 14 000 km3 mais ne représente que 6 % de la surface de l'île. L'histoire géologique et éruptive du volcan, marquée notamment par un effondrement et un glissement de terrain de grande envergure, lui a donné un relief unique. Sa côte nord-est, l'Hāmākua Pali, surplombe l'océan Pacifique sur vingt kilomètres de long, lui donnant une forme légèrement asymétrique.
Plusieurs petites failles parcourent le sommet et les environs, de façon grossièrement parallèle à la côte nord. À l'origine perçues comme un résultat direct de l'effondrement, les scientifiques ont mis en évidence dans leur disposition autour de la caldeira une conséquence indirecte due à la soudaine baisse de contraintes.

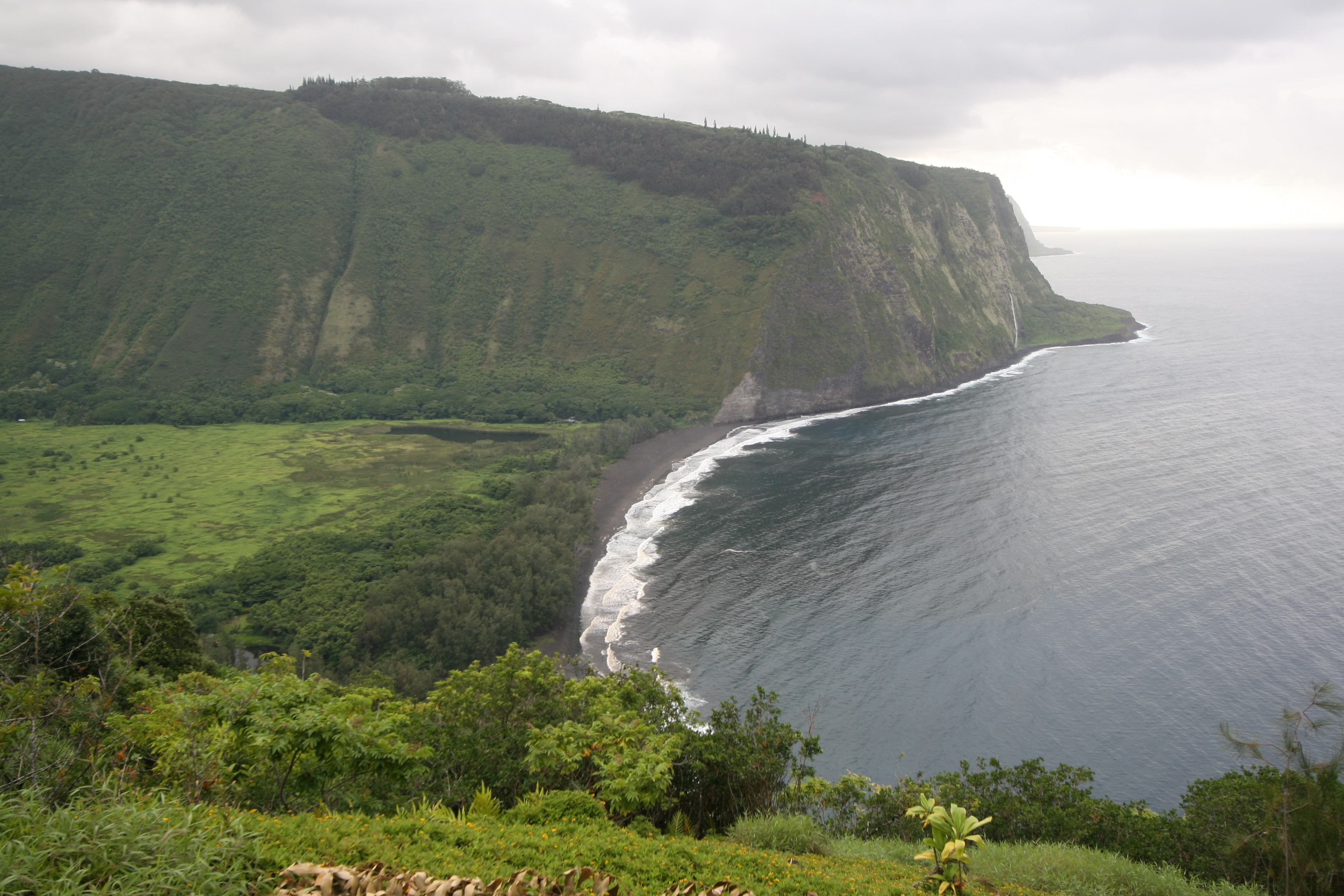
Vue de la vallée de Waipiʻo, une des plus larges vallées entaillant le Kohala.

La montagne est entaillée, principalement sur son versant nord-est, par de nombreuses vallées en « V » fortement érodées. Juste au nord du sommet, une petite arête partage à quatre cents mètres de distance les eaux des vallées de Waipiʻo au sud-est et d'Honokane au nord-ouest. Cette arête fait partie de la zone de rift orientée nord-ouest/sud-est. À l'époque où le volcan était encore actif, des remontées de magma se produisent dans cette zone fragilisée par l'effondrement,. Les intrusions créent des fractures parallèles au rift, formant des horsts et des grabens. Dans la partie septentrionale du Kohala, ces failles empêchent de ce fait les eaux de pluie de suivre leur cours naturel vers le nord-est de la montagne. Deux grabens dictent leur cours dans leur vallée respective. Le versant sud-ouest a quant à lui peu de vallées, en raison du phénomène d'ombre pluviométrique qui tend à apporter moins de précipitations. Certaines vallées font plus de 800 mètres de profondeur ; celles de Waipiʻo et de Waimanu sont les plus anciennes et les plus larges. Le volcan est resté actif longtemps après leur formation, comme en témoignent les coulées de lave de Pololū, qui prennent deux directions différentes. Une cartographie récente des fonds sous-marins semble montrer que cette vallée s'étend légèrement au-delà des côtes et qu'elle se serait par conséquent formée lors du vaste glissement de terrain.

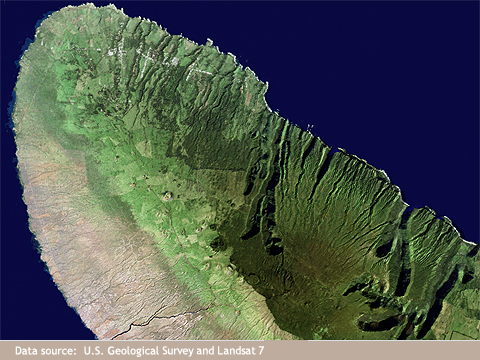
Vue satellite composite du Kohala montrant les deux profondes gorges de Waipiʻo et Waimanu sur le versant nord-est, l'Hāmākua Pali. En outre, les effets des vents dominants sur le développement végétal des versants sont clairement visibles.

En plus de son rôle majeur dans l'apparition de fractures, le complexe intrusif est un facteur important dans le développement de profondes vallées : il est à l'origine des nappes phréatiques. En effet, la lave hawaïenne étant extrêmement perméable et poreuse, l'eau de pluie s'infiltre habituellement facilement dans la roche, créant ainsi des « lentilles » d'eau douce sous la surface de l'île. Généralement, le sommet de la nappe phréatique dépasse de quelques mètres le niveau de la mer. Au contraire, les dykes, qui s'enfoncent profondément sous terre, ont une roche plus dense avec peu de fissures. Ils agissent comme des murs imperméables à travers lesquels l'eau souterraine ne peut s'infiltrer. Elle se retrouve piégée dans des réservoirs naturels, bien au-dessus du niveau de la mer, jusqu'à ce qu'elle trouve un passage par où s'écouler. Au Kohala, ces dykes près du sommet empêchent l'eau de suivre son cours normal dans le versant nord-est et guident son cours vers le nord-ouest et le sud-ouest, selon l'axe du rift, avant qu'elle puisse sortir de terre. Par conséquent, la plus grande quantité de l'eau contenue dans la partie septentrionale de la montagne finit dans les bassins de Waipiʻo-Waimanu ou d'Honokane-Pololū. L'importante érosion fluviatile qui en découle est responsable des fréquents effondrements dans les versants des vallées, accélérant leur élargissement. D'un autre côté, les nombreuses petites vallées secondaires, peu profondes, comme celles d'Honokane Iki, 'Awini, Honopue, Waikapu, 'Apua et Laupahoehoe sont privées d'une source importante d'eau en raison de leur orientation et leur développement est beaucoup plus lent. De même, la structure en graben près du sommet canalise l'eau et la caldeira principale est peu affectée par l'érosion fluviatile.

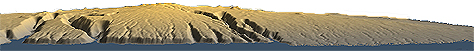
Image de synthèse représentant le versant nord-est du Kohala, profondément entaillé par les vallées.

### Géologie
Le Kohala s'est construit autour de deux zones de rift actives, une caractéristique que partagent tous les volcans de l'île d'Hawaï,. La double arête rectiligne est restée active au cours des phases bouclier et post-bouclier. La zone de rift sud-est passe sous le Mauna Kea et réapparaît plus loin à l'est au niveau de l'arête d'Hilo, comme le montrent les similitudes dans les échantillons de lave prélevés sur ces sites. De plus, ces deux zones sont alignées avec une troisième plus proche du Mauna Kea, si bien qu'elle a longtemps été associée à ce dernier. La plus grande partie de l'arête est faite de roches volcaniques à la polarité magnétique inversée, preuve qu'il est vieux de plus de 780 000 ans. Les plus anciennes laves du volcan, à l'extrémité du cap, ont été estimées à un peu plus d'un million d'années.

Carte de l'âge des strates de l'île.

Les coulées de lave du Kohala se classent en deux phases : les couches volcaniques basaltiques de Pololū ont été déposées dans la phase bouclier tandis que les couches d'Hāwī, plus jeunes, datent de la phase post-bouclier. Ces dernières, surmontant les roches de Pololū, sont principalement vieilles de 260 000 à 140 000 ans et sont surtout constituées d'hawaiite et de trachyte. La séparation entre les deux phases est assez floue, l'intervalle entre les deux étant très court.

Carte des zones à risques liés au volcanisme.

Le volcan termine son édification en bouclier 240 000 BP et décline depuis lors. Le sommet, densément boisé, consiste en de nombreux cônes qui ont produit de la lave depuis les deux zones de rift entre 240 000 et 120 000 ans BP. La datation au potassium-argon indique que le volcan a connu sa dernière éruption 120 000 ans BP, à la fin du Pléistocène,. Le Kohala est actuellement en transition entre la phase post-bouclier et la phrase érosive dans le cycle de vie des volcans hawaïens.
L'United States Geological Survey a classé le Kohala dans une zone à faible risque éruptif.

### Climat

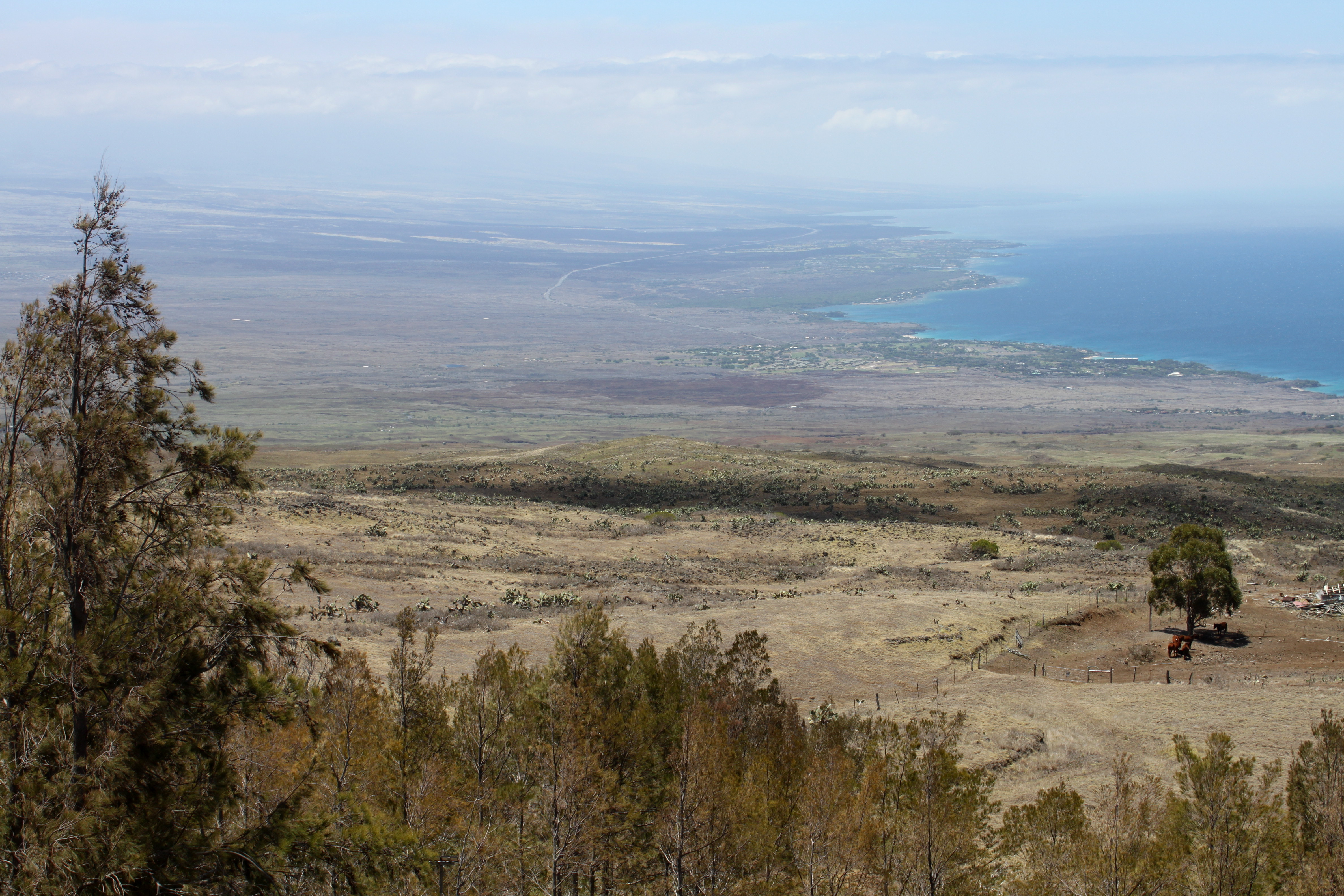
Vue de la côte occidentale du Kohala et de sa savane sèche.

Les alizés soufflent d'est en ouest au-dessus de l'archipel d'Hawaï, qui chevauche le tropique du Cancer. Le Kohala est soumis à un fort gradient de précipitations en une très courte distance : sur la côte sud-ouest, il tombe entre 180 mm et 260 mm en moyenne par an, tandis que la station de Kehena, à cinq kilomètres au nord-ouest du sommet, à 1 200 mètres d'altitude sur la crête, reçoit 2 600 mm par an. Le phénomène d'ombre pluviométrique explique une telle différence en une quinzaine de kilomètres de distance seulement. Le versant nord-est du volcan, exposé au vent anabatique, reçoit une plus grande quantité de précipitations. Ainsi, en aval de la vallée de Pololū, il tombe en moyenne 1 500 mm par an. Sur le versant sud-ouest, la sécheresse est plus marquée durant les mois d'été à cause de l'accentuation du déficit de précipitations et d'une différence de température moyenne de +7 °C par rapport à l'hiver, alors que le versant nord-est ne connaît pas de saison marquée.
Par ailleurs, le versant sud-ouest connaît en moyenne 357 jours d'ensoleillement par an, un taux d'humidité de 48 % et une température de 26 °C. Si les températures mensuelles minimales n'y sont pas très différentes par rapport au versant nord-est, il connaît des moyennes mensuelles maximales plus marquées,.
La neige est extrêmement rare au sommet du Kohala. Entre 1949 et 1975, seulement un épisode a été recensé à la station de Kehena, en août 1957, avec un centimètre et demi enregistré.

### Faune et flore

Carte des écosystèmes actuels de l'île d'Hawaï.

En raison des conditions climatiques variées, le Kohala se compose d'écosystèmes très différents. Sur la côte se trouvent des reliques de forêt tropicale xérophile alors que le sommet et ses alentours sont couverts d'une forêt de nuage, un type de forêt tropicale humide qui baigne fréquemment dans le brouillard, source additionnelle importante d'humidité. Ce biome est rare et abrite un fort pourcentage des espèces endémiques et menacées dans le monde. Les sols du volcan sont riches en azote et favorisent le développement des racines.
La forêt croît perpendiculairement aux alizés dominants, une caractéristique qui lui vaut de rencontrer de fréquentes formations nuageuses et d'abondantes précipitations. Par conséquent, le couvert végétal est vital dans l'alimentation des nappes phréatiques de l'île. Le rôle des écosystèmes du Kohala dans l'approvisionnement en eau douce a depuis longtemps été reconnu. Dès 1902, le garde du Service des forêts, E.M. Griffith, constate que la protection de la forêt ne signifie pas seulement l'accroissement des précipitations mais, plus important encore, la conservation des ressources en eau. Il affirme par ailleurs que le bien-être et la prospérité agricole futurs dans l'archipel d'Hawaï dépendent de la préservation de la forêt. Deux décennies plus tard, C.S. Judd écrit :

« L'heureuse combinaison d'arbustes, arbrisseaux, fougères, plantes grimpantes et autres formes de couverture végétale participent à garder le sol poreux et permettre à l'eau de s'infiltrer plus facilement dans les tunnels souterrains. Le feuillage réduit l'intensité des pluies et diminue leur impact pédologique. Une grande quantité de précipitations arrive lentement au sol grâce à cette triple combinaison végétale d'arbres, de buissons et de plantes basses et de ce fait la pluie, tombant sur une zone densément boisée, est retenue et, au lieu de se précipiter vers la mer sous forme de torrents destructeurs, alimente progressivement les sources et les bassins artésiens souterrains où elle est stockée sur de grands intervalles de temps. »

— C. S. Judd, superintendant des forêts à Hawaï (1924)

Carte des écosystèmes originels de l'île d'Hawaï. Avant la colonisation humaine se trouvait une savane, aujourd'hui disparue, et une grande forêt de plaine dont il ne subsiste que quelques reliques.

Avant le peuplement de l'archipel par l'homme, la faune et la flore du Kohala et de l'île en général ont connu un isolement de près de 4 000 kilomètres de toute autre terre significative. Les premières espèces à s'implanter il y a quelques millions d'années ont été amenées par le vent, les tempêtes ou en flottant sur l'océan. Le rythme des colonisations fructueuses est d'une tous les 35 000 ans. Les 2 000 espèces originelles du Kohala ont évolué en 8 500 à 12 500 espèces uniques, jusqu'à devenir totalement endémiques. Seuls 2,5 % environ des forêts tropicales humides dans le monde sont des forêts de nuage, ce qui en fait un habitat unique.

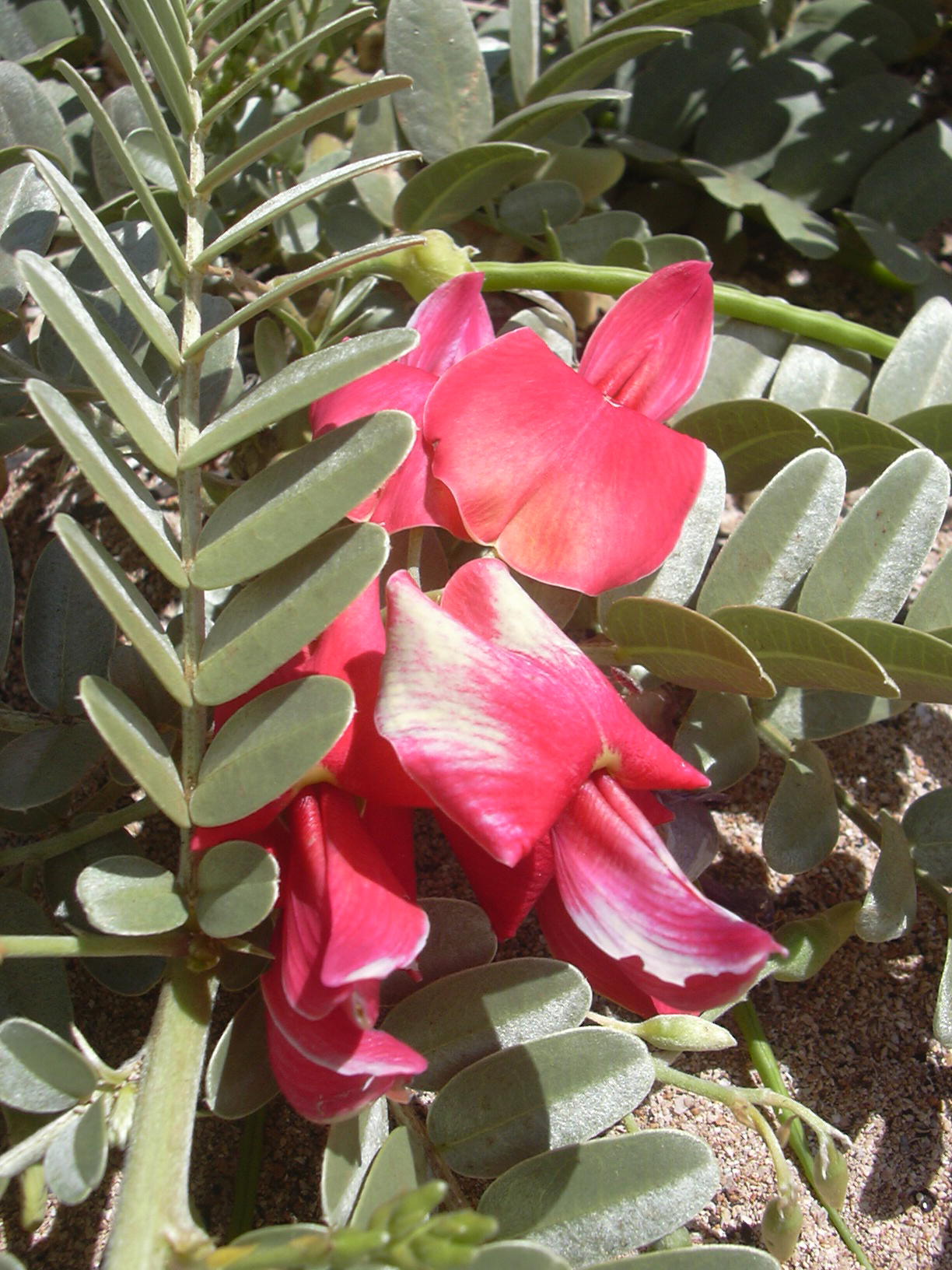
Photographie d'un spécimen de Sesbania tomentosa ou ʻōhai, une espèce endémique et menacée par l'introduction de plantes invasives.

La montagne abrite approximativement 155 espèces autochtones de vertébrés, de crustacés, de mollusques et de plantes. À celles-ci s'ajoutent une grande variété de champignons, d'hépatiques et de mousses. D'ailleurs, un quart des plantes de la forêt sont des mousses et des fougères. Elles participent à la capture de l'eau contenue dans les nuages et fournissent à leur tour des micro-habitats à certains invertébrés et amphibiens, ainsi qu'à leurs prédateurs. La capacité en eau de la forêt est estimée de 3 000 à 15 000 litres par hectare.
La montagne est également couverte de plusieurs tourbières ouvertes dans la forêt de nuage. Elles se seraient formées dans des dépressions où les sols argileux empêchent un drainage correct, aboutissant à l'accumulation d'eau qui gêne le développement des racines des plantes ligneuses. Les tourbières du Kohala se caractérisent par la présence de cypéracées, de sphaignes et de l'espèce Sesbania tomentosa, appelée ʻōhai, endémique du Sud-Est de l'archipel et menacée. Quelques forêts tropicales humides et mésophytiques sont aussi présentes.

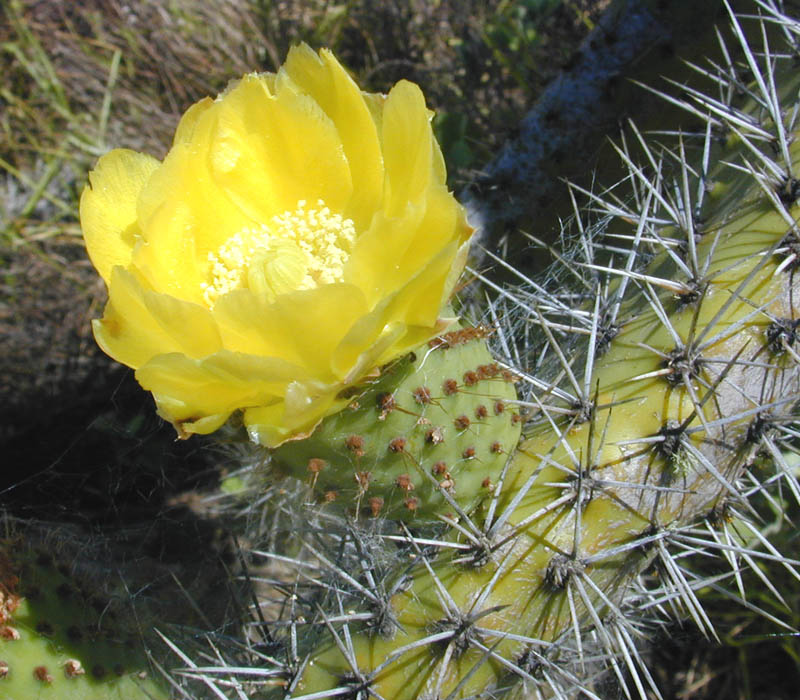
Photographie d'un spécimen de Figuier de Barbarie (Opuntia ficus-indica) ou panini, sur le versant sud du Kohala.

Le même isolement qui a fait de l'écosystème du Kohala un milieu unique en son genre le rend également très vulnérable aux espèces invasives. La prolifération des mammifères ongulés, qui fragilisent les sols et accélèrent l'érosion, et des espèces végétales implantées par l'homme sont parmi les plus grandes menaces sur l'écosystème local, qui se retrouve raréfié et fragmenté. Le longose (Hedychium gardnerianum) et le Goyavier de Chine (Psidium littorale) remplacent progressivement les espèces autochtones. Avant la colonisation par l'homme, de nombreux organismes comme les conifères ou les rongeurs ne s'étaient jamais implantés sur l'île et l'écosystème n'a jamais développé de défenses contre eux.

## Histoire

### Histoire éruptive et géologique

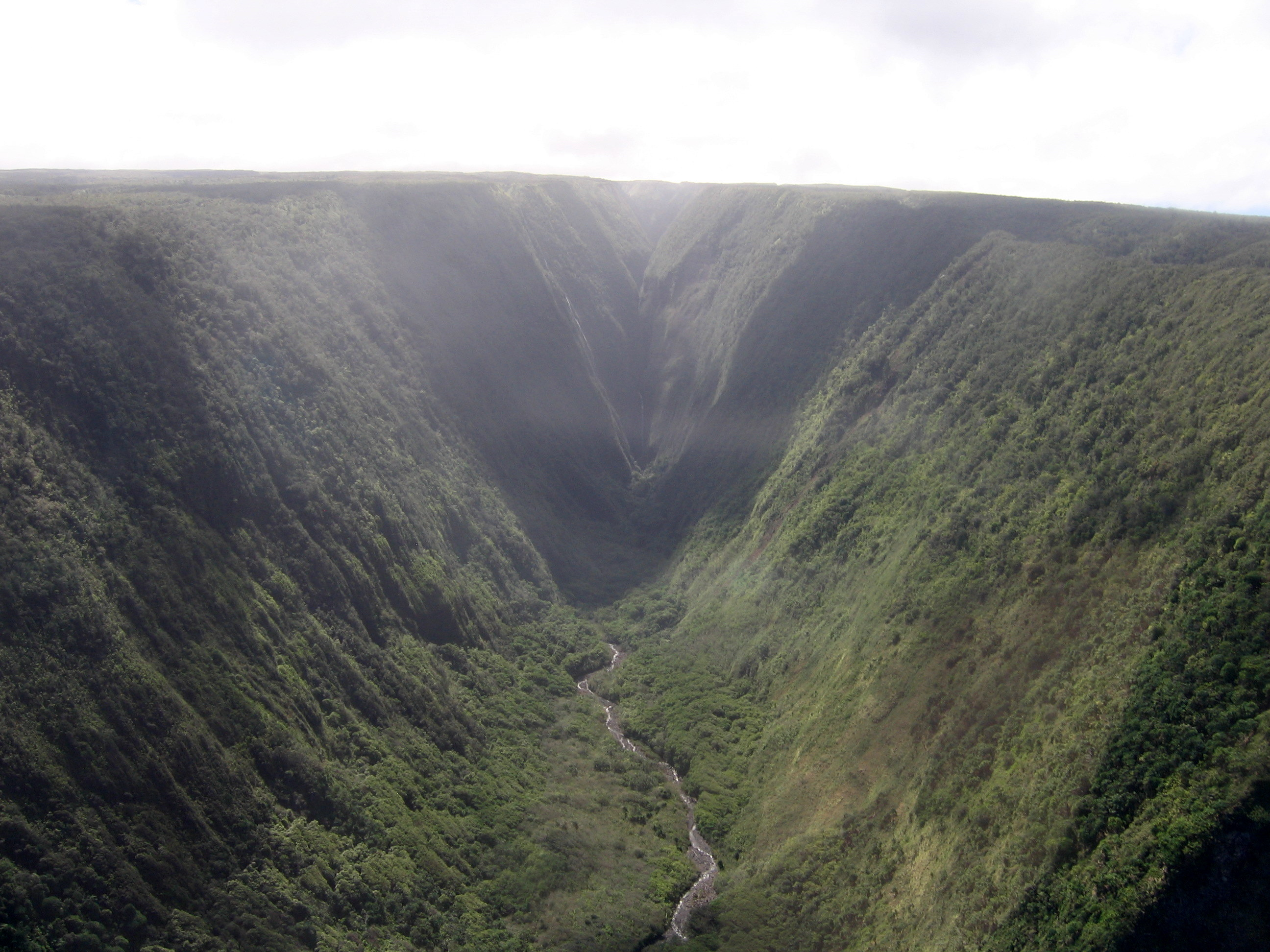
Vue des pentes régulières du Kohala entrecoupées de profondes vallées en « V ».

L'étude de l'accumulation des laves du Kohala a permis de déterminer l'âge du volcan à près d'un million d'années. Celui-ci aurait émergé 500 000 ans BP. Vers 300 000 ans BP, le rythme des éruptions commence à décroître sur une longue période de temps vers un point où la force de l'érosion devient supérieure à l'activité volcanique. La régénération du relief n'étant plus suffisante, la montagne commence à s'effondrer sur elle-même et à glisser vers l'océan. Les plus vieilles coulées de lave datées à la surface du Kohala ont un peu moins de 0,78 million d'années. Le versant sud-est du volcan ayant été enseveli par des coulées de lave du Mauna Kea et du Mauna Loa, la taille et la forme originelles du volcan sont difficiles à appréhender,. Pourtant, les scientifiques estiment, sur la base d'une forte augmentation de l'inclinaison de la pente du volcan à 1 000 mètres sous le niveau de la mer, que sa partie émergée a pu dépasser 50 kilomètres de largeur, soit environ deux fois sa taille actuelle.
Le volcan est si vieux qu'il a connu et enregistré une inversion du champ magnétique terrestre survenue 780 000 BP. Les cinquante événements éruptifs distincts exposés dans les 140 mètres de strates de la section de Pololū ont tous une polarité normale, indiquant qu'ils sont tous contemporains de cet événement. Les datations radiométriques couvrent principalement une période s'étalant de 450 000 à 320 000 ans BP, malgré quelques échantillons plus anciens, représentant un maximum éruptif durant cette époque.

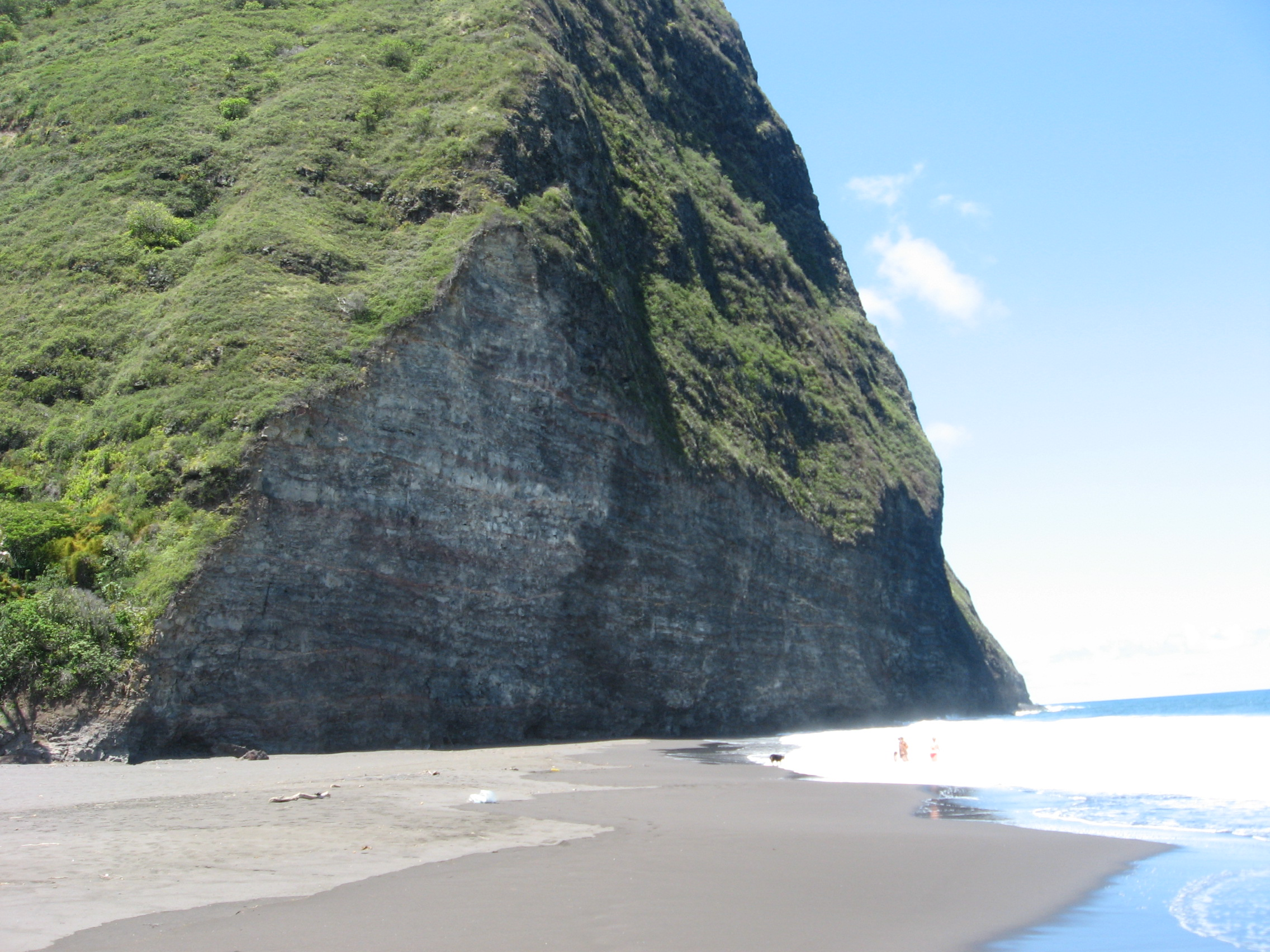
Vue des falaises depuis la plage de Waipiʻo.

Le Kohala a été dévasté par un glissement de terrain de grande envergure entre 250 000 et 300 000 ans BP. Des éboulis ont été retrouvés sur le plancher océanique jusqu'à 130 kilomètres du volcan, constituant le slump de Pololū. D'une largeur de vingt kilomètres au niveau de la côte, le glissement de terrain a amputé la montagne jusqu'à son sommet et est en grande partie responsable de sa perte de 1 000 mètres de hauteur depuis lors. Les falaises sur la côte au vent sont des témoins de cet événement géologique majeur pour l'île, mais plusieurs autres sites sur la montagne sont les marques de ce glissement.
La dernière éruption du volcan se serait produite 120 000 ans BP. Pourtant, quelques échantillons ont été datés comme étant plus récents. Deux d'entre eux, collectés en 1977 à 120 mètres de distance dans la vallée de Waipiʻo sur le versant oriental, ont été estimés avec une bonne précision à 60 000 ans BP. Une autre paire d'échantillons, prélevée sur le versant occidental en 1996, a été datée à 80 000 ans BP. Ces résultats ont été traités avec scepticisme par la communauté scientifique. Les échantillons du versant oriental auraient été trouvés sous des coulées de lave du Mauna Loa, supposées dans un premier temps remonter elles-mêmes à 187 000 ans BP. Leur âge a ensuite été ramené à 120 000 ans.
En 2004, des fossiles marins non-identifiés ont été découverts aux pieds du volcan, à six kilomètres à l'intérieur des terres. Une équipe de recherche menée par Gary McMurtry de l'Université d'Hawaï et Dave Tappin du British Geological Survey de Nottingham a révélé que ces fossiles avaient été déposés par un megatsunami d'une soixantaine de mètres au-dessus du niveau actuel de la mer. Les fossiles et les roches volcaniques alentours ont été datés à 120 000 BP. En se référant à la vitesse moyenne d'affaissement du Kohala depuis 475 000 ans, les fossiles ont d'après les calculs été déposés à une altitude de 500 mètres, bien au-delà du niveau de la mer de l'époque. Le déroulement des faits correspond au dernier grand glissement de terrain du Mauna Loa. Les scientifiques ont suggéré que la vague de fond ainsi produite a balayé le corail et autres petits animaux marins, pour venir s'écraser et les déposer sur le versant occidental du Kohala. Le Mauna Loa, qui est resté actif, a depuis gommé toute trace sur ses flancs. Le géologue marin Dave Tapin croît qu'un « futur effondrement du volcan, ayant le potentiel de produire un mégatsunami, est presque certain ».

### Histoire humaine

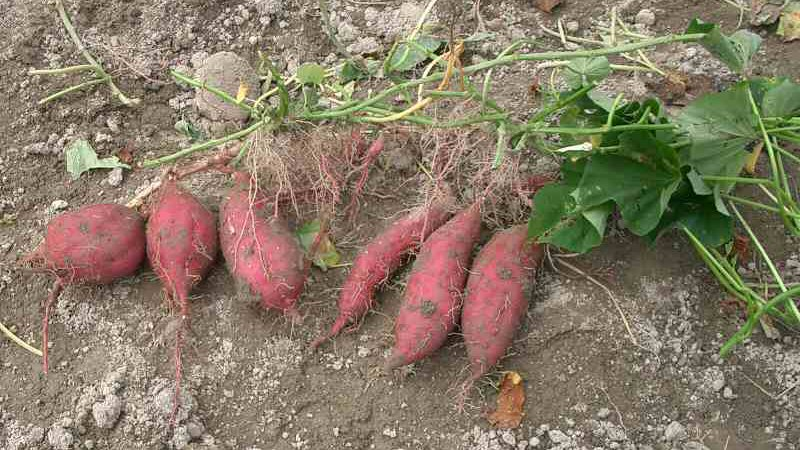
Photographie de patates douces semblables à celles poussant au Kohala.

Il existe des preuves de l'émergence d'une agriculture lors de la révolution néolithique sur le versant sous le vent. Du début du XVe siècle à la fin du XVIIIe siècle, la principale culture au Kohala est celle de la patate douce (Ipomoea batatas) mais l'igname (Dioscorea sp.), le taro (Colocasia esculenta), la banane plantain (Musa × paradisiaca), la canne à sucre (Saccharum officinarum) et la calebasse (Cucurbitaceae sp.) sont également récoltées.
La patate douce requiert un niveau de précipitations optimal compris entre 750 et 1 300 centimètres par an. De plus, pour se prémunir contre l'importante érosion éolienne sur ce versant, les anciens paysans bâtissent des terrasses. D'après des expériences modernes, cette technique réduit la force du vent de 20 à 30 %. Par ailleurs, un réseau de sentiers pavés divise les zones cultivées en parcelles de taille variable. Bien que cette pratique soit répandue dans le monde à cette époque, elle est remarquable au Kohala puisqu'elle est l'une des rares à subsister.
Le versant sous le vent a également été utilisé pour les plantations de canne à sucre à la fin du XIXe siècle. Le trajet entre les champs et les moulins puis les bateaux est mécanisé par une locomotive à vapeur en 1883. Plusieurs plantations sont regroupées dans la Kohala Sugar Company dès 1937. Au pic de sa production, la société emploie 600 personnes, possède 5 200 hectares de terres et a une capacité de 45 000 tonnes de sucre brut par an. Elle ferme définitivement en 1975.
Au début du XXe siècle, afin d'exploiter les ressources hydrologiques de la montagne, des canaux d'irrigation sont construits en surface afin de prélever l'eau au sommet et la transporter pour satisfaire les besoins de l'industrie cannière. En 1905, après dix-huit mois de travaux et la perte de dix-sept vies humaines, le Kohala Ditch (littéralement « rigole du Kohala »), un vaste réseau de conduits et de fossés mesurant 35 kilomètres de long, est achevé. Il a depuis été exploité par les ranchs, les fermes et les résidences. Une portion de cet ouvrage est devenue une attraction touristique navigable jusqu'à ce qu'il soit endommagé par le séisme de 2006, dont l'épicentre se trouve juste au sud-ouest de la montagne. L'Hawaii County Department of Water Supply (littéralement « Département du comté d'Hawaï pour l'approvisionnement en eau ») s'appuie sur les ressources en eau du Kohala pour alimenter toute la population de l'île. Avec la demande croissante, les canaux ont été complétés par de profonds puits conçus pour canaliser les eaux souterraines à usage domestique.

## Activités

### Randonnée et tourisme
La Kohala Mountain Road ou route 250 reliant sur 35 kilomètres Hawi à Waimea culmine à environ 1 100 mètres d'altitude et passe à quatre kilomètres environ à l'ouest du sommet.
Plusieurs sentiers de randonnée pédestre se situent au pied du Kohala. Le plus long d'entre eux parcourt la vallée de Waimanu sur 27 kilomètres. La vallée de Pololū dispose également d'un sentier de 2,4 kilomètres de long. Le plan de gestion de la réserve naturelle d'État de Puʻu O ʻUmi, signé en 1989, prévoyait la construction et l'entretien de sentiers et de refuges, davantage centrés sur le sommet, ainsi que la clôture d'une partie de la réserve.
Les plages, parcs, terrains de golf et stations touristiques du versant sud du Kohala sont réunis sous la bannière de Kohala Coast.

### Protection de l'environnement et du patrimoine

Carte des zones naturelles protégées de l'île d'Hawaï.

Depuis 1987, la réserve naturelle d'État de Puʻu O ʻUmi couvre le sommet et une partie du versant nord-est du Kohala jusqu'à la côte sur 4 100 hectares. Elle protège des écosystèmes variés, dont deux rares tourbières, et abrite notamment le Canard des Hawaï (Anas wyvilliana) ou localement koloa,.
Le Kohala Watershed Partnership (KWP, littéralement « Partenariat du bassin versant du Kohala ») est créé en 2003 par un groupe bénévole de propriétaires fonciers et de responsables de l'État afin d'aider à la gestion des ressources hydrologiques du Kohala et de le protéger contre les menaces, principalement celles représentées par les espèces invasives.
La protection environnementale au Kohala est complétée par une réserve forestière d'État composée de trois parcelles sur le versant nord-est. Ce dispositif a été créé le 25 avril 1903 par un arrêté du Gouvernement territorial d'Hawaï pour freiner l'extension des ranchs et la culture de la canne à sucre et des ananas. Aujourd'hui la protection est assurée par la division pour la sylviculture et la vie sauvage (DOFAW) du Department of Land and Natural Resources dans le cadre des chapitres 104 et 183 de la Constitution de l'État d'Hawaï. Les buts des réserves sont la protection et la gestion des bassins versants boisés pour la production d'eau douce, la protection de l'intégrité biologique des écosystèmes, l'offre touristique, et le renforcement de l'économie en aidant à la production de produits forestiers de grande qualité en complément d'une industrie forestière durable.

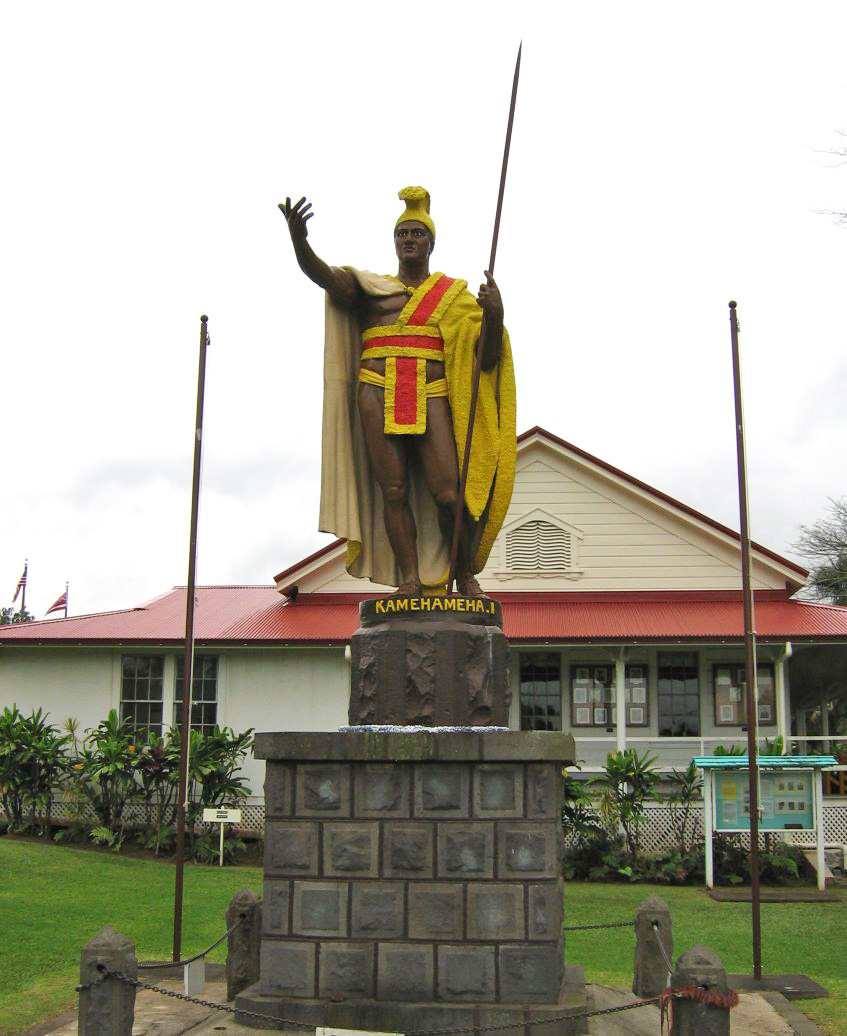
Vue de l'exemplaire original de la statue de Kamehameha Ier à Kapaʻau.

Le Kohala Center est un autre projet, indépendant, à but non lucratif et communautaire, dont la vocation est de sensibiliser à l'environnement du Kohala par la recherche et l'éducation. Il a été établi en réponse aux demandes des habitants pour créer des emplois liés à la reconnaissance du patrimoine naturel et culturel d'Hawaï. La mission du centre est d'« impliquer respectueusement l'île d'Hawaï dans un extraordinaire et dynamique laboratoire de recherche et d'éducation pour l'humanité ».
Le roi Kamehameha Ier, premier souverain du royaume unifié d'Hawaï, est né près de la pointe Opolu, à l'extrémité septentrionale du cap formé par le Kohala. Le site est désormais classé dans le Kohala Historical Sites State Monument qui est National Historic Landmark depuis 1962 et figure sur le Registre national des lieux historiques depuis 1966. L'exemplaire original de la statue de Kamehameha Ier trône devant le centre socioculturel de Kapaʻau.